# Kaipan

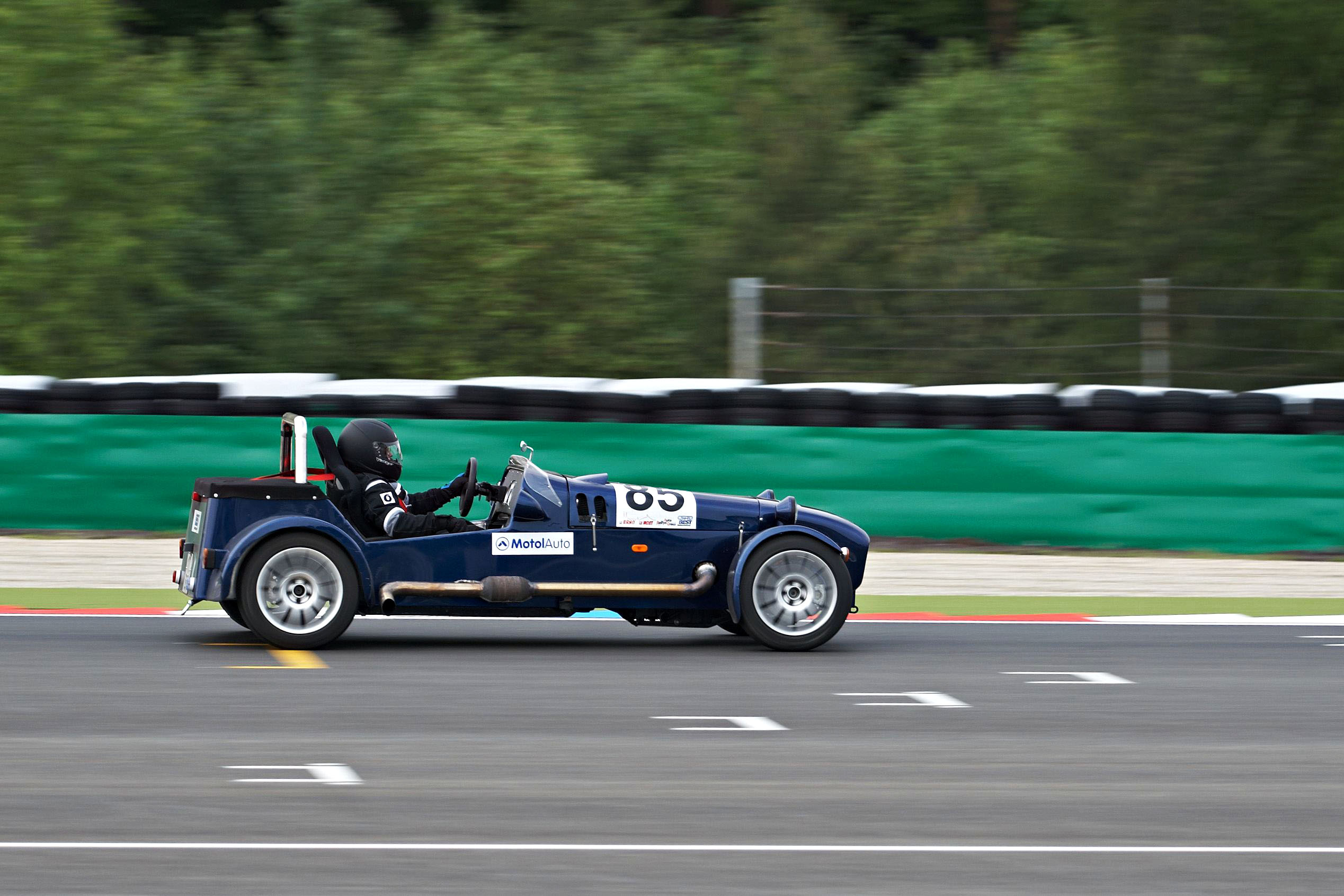
Een Kaipan 57 tijdens de 12 uurs van Brno in 2008

Kaipan is een Tsjechisch producent van roadsters, gevestigd in Smržovka.
Het bedrijf werd in 1991 opgericht, aanvankelijk met als doel het importeren van kopieën van de Lotus Seven. Vervolgens werd besloten een eigen model te ontwikkelen. Het eerste prototype werd in de herfst van 1992 gepresenteerd, maar pas in 1997 was de Kaipan 47 rijp voor productie. In 2002 werd de Kaipan 57 gepresenteerd, en in 2006 volgde de Kaipan 14.
Kaipan produceert tussen de 15 en de 20 voertuigen per jaar.